# Bidessonotus browneanus
Bidessonotus browneanus är en skalbaggsart som beskrevs av J. Balfour-browne 1947. Bidessonotus browneanus ingår i släktet Bidessonotus och familjen dykare. Inga underarter finns listade i Catalogue of Life.